# دوت أليسون
دوت أليسون (بالإنجليزية: Dot Allison)‏ هي موسيقية ومغنية وكاتبة أغاني بريطانية، ولدت في 17 أغسطس 1969 في إدنبرة في المملكة المتحدة.

## وصلات خارجية
- الموقع الرسمي
- دوت أليسون على موقع ميوزك برينز (الإنجليزية)
- دوت أليسون على موقع أول ميوزيك (الإنجليزية)
- دوت أليسون على موقع ديسكوغز (الإنجليزية)